# Lago do Junco
Lago do Junco là một đô thị thuộc bang Maranhão, Brasil. Đô thị này có diện tích 308,771 km², dân số năm 2007 là 9249 người, mật độ 29,95 người/km².